# Sarcy
Sarcy est une commune française, située dans le département de la Marne en région Grand Est.

## Géographie

### Localisation
1. Carte dynamique
2. Carte OpenStreetMap
3. Carte topographique
4. Carte avec les communes environnantes

Sarcy se trouve au nord-ouest du département de la Marne, en région Grand Est. La commune appartient à la région agricole du Tardenois.
La commune de Sarcy s'étend sur une superficie de 690 hectares, au sein de la Montagne de Reims et de son parc naturel régional.
Par la route, Sarcy se situe à 60 km de Châlons-en-Champagne, préfecture du département, à 19 km de Reims, sous-préfecture, et à 23 km de Dormans, bureau centralisateur du canton de Dormans-Paysages de Champagne dont dépend Sarcy depuis 2015. La commune fait en outre partie du bassin de vie de Reims.
Sarcy est limitrophe de 5 communes :
|                    | Poilly    | Aubilly |
| Ville-en-Tardenois | Sarcy     |         |
|                    | Chambrecy | Bligny  |

### Relief
Sur son territoire, au sein de la Montagne de Reims, l'altitude varie de 100 à 197 mètres.
Sarcy se trouve à la confluence de plusieurs vallées : celle de l'Ardre, à l'est, celle de son affluent le ruisseau de la Brandeuille au sud et celle du ruisseau du Parc d'Aulnay, affluent du précédent, à l'ouest.
Ces vallées séparent les collines dominant le village : le Mont de Ville (167 m) au sud-ouest, le Mont d'Aulnay (161 m) à l'ouest, le Mont de Lhéry (au-delà de 160 m) au nord-ouest, la Montagne (atteignant 182 m à Aubilly) au nord-est, et la Montagne de Bligny, point culminant de la commune à 197 mètres, au sud-est.

### Hydrographie

#### Réseau hydrographique
La commune est dans la région hydrographique « la Seine du confluent de l'Oise (inclus) à l'embouchure » au sein du bassin Seine-Normandie. Elle est drainée par l'Ardre, le ruisseau de la Brandeuille et le ruisseau du Parc,.
L'Ardre, d'une longueur de 39 km, prend sa source dans la commune de Saint-Imoges et se jette dans la Vesle à Fismes, après avoir traversé 18 communes. Les caractéristiques hydrologiques de l'Ardre sont données par la station hydrologique située sur la commune de Sarcy. Le débit moyen mensuel est de 0,716 m3/s. Le débit moyen journalier maximum est de 19,9 m3/s, atteint lors de la crue du 14 juillet 2021. Le débit instantané maximal est quant à lui de 33,6 m3/s, atteint le même jour.
Un plan d'eau complète le réseau hydrographique : le plan d'eau du Moulin de Sarcy (2 ha),.

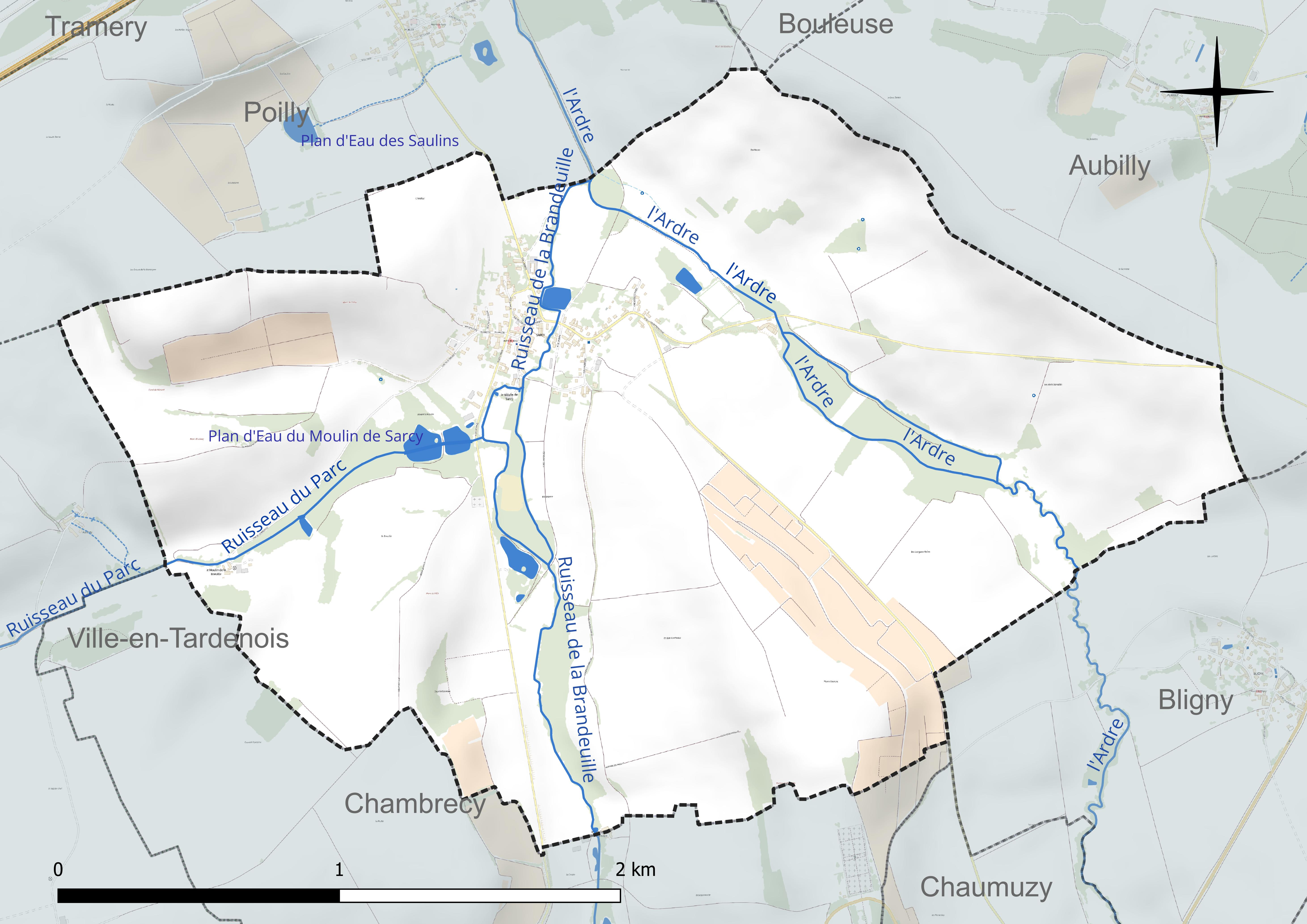
Réseau hydrographique de Sarcy.

#### Gestion et qualité des eaux
Le territoire communal est couvert par le schéma d'aménagement et de gestion des eaux (SAGE) « Aisne Vesle Suippe ». Ce document de planification, dont le territoire s’étend sur 3 096 km2 répartis sur trois départements (Aisne, Marne et Ardennes) et deux régions (Champagne-Ardenne et Picardie), a été approuvé le 16 décembre 2013. La structure porteuse de l'élaboration et de la mise en œuvre est le Syndicat d’aménagement des bassins Aisne Vesle Suippe (SIABAVES). 
La qualité des cours d’eau peut être consultée sur un site dédié géré par les agences de l’eau et l’Agence française pour la biodiversité. 

### Climat
Pour des articles plus généraux, voir Climat du Grand Est et Climat de la Marne.
En 2010, le climat de la commune est de type climat océanique dégradé des plaines du Centre et du Nord, selon une étude du Centre national de la recherche scientifique s'appuyant sur une série de données couvrant la période 1971-2000. En 2020, Météo-France publie une typologie des climats de la France métropolitaine dans laquelle la commune est exposée à un climat océanique altéré et est dans la région climatique  Nord-est du bassin Parisien, caractérisée par un ensoleillement médiocre, une pluviométrie moyenne régulièrement répartie au cours de l’année et un hiver froid (3 °C). 
Pour la période 1971-2000, la température annuelle moyenne est de 10,4 °C, avec une amplitude thermique annuelle de 15,5 °C. Le cumul annuel moyen de précipitations est de 697 mm, avec 12 jours de précipitations en janvier et 8,2 jours en juillet. Pour la période 1991-2020, la température moyenne annuelle observée sur la station météorologique de Météo-France la plus proche, « Chambrecy-Civc », sur la commune de Chambrecy à 3 km à vol d'oiseau, est de 10,7 °C et le cumul annuel moyen de précipitations est de 734,0 mm. 
La température maximale relevée sur cette station est de 40,3 °C, atteinte le 25 juillet 2019 ; la température minimale est de −22,1 °C, atteinte le 17 janvier 1985,,. 
Les paramètres climatiques de la commune ont été estimés pour le milieu du siècle (2041-2070) selon différents scénarios d'émission de gaz à effet de serre à partir des nouvelles projections climatiques de référence DRIAS-2020. Ils sont consultables sur un site dédié publié par Météo-France en novembre 2022.

## Urbanisme

### Typologie
Au 1er janvier 2024, Sarcy est catégorisée commune rurale à habitat dispersé, selon la nouvelle grille communale de densité à sept niveaux définie par l'Insee en 2022.
Elle est située hors unité urbaine. Par ailleurs la commune fait partie de l'aire d'attraction de Reims, dont elle est une commune de la couronne,. Cette aire, qui regroupe 294 communes, est catégorisée dans les aires de 200 000 à moins de 700 000 habitants,.

### Occupation des sols
L'occupation des sols de la commune, telle qu'elle ressort de la base de données européenne d’occupation biophysique des sols Corine Land Cover (CLC), est marquée par l'importance des territoires agricoles (90,7 % en 2018), une proportion identique à celle de 1990 (90,7 %). La répartition détaillée en 2018 est la suivante : 
terres arables (75,5 %), zones agricoles hétérogènes (9,5 %), cultures permanentes (5,7 %), forêts (5,4 %), zones urbanisées (3,9 %). L'évolution de l’occupation des sols de la commune et de ses infrastructures peut être observée sur les différentes représentations cartographiques du territoire : la carte de Cassini (XVIIIe siècle), la carte d'état-major (1820-1866) et les cartes ou photos aériennes de l'IGN pour la période actuelle (1950 à aujourd'hui).

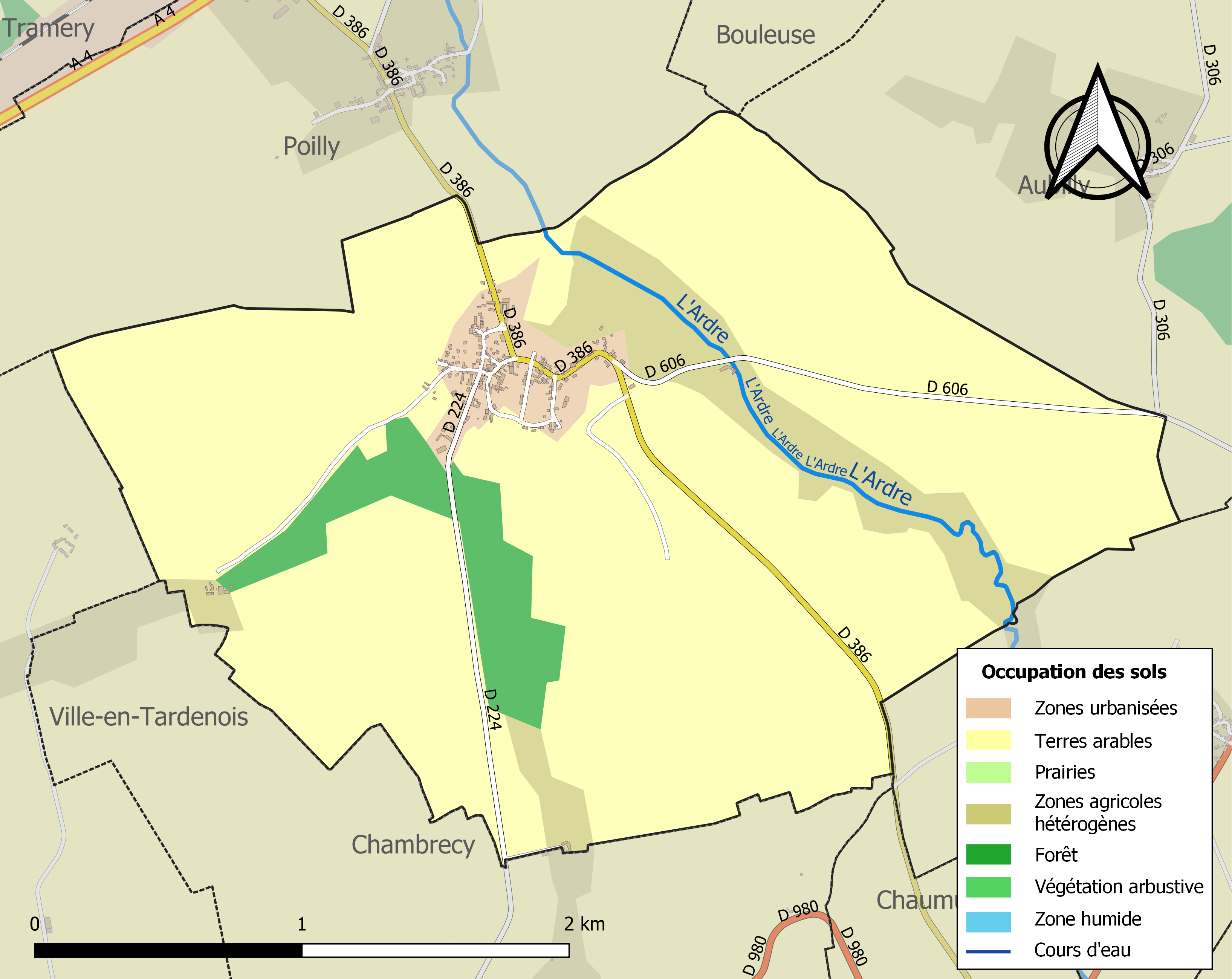
Carte des infrastructures et de l'occupation des sols de la commune en 2018 (CLC).

## Toponymie
Villa sarciacum en 877, Sarcy-en-Tardenois[réf. nécessaire].

## Histoire
C'est un lieu d'habitation depuis longtemps, des traces du néolithique, des objets gallo-romain et du Moyen Âge. Le village relevait de la justice, du diocèse de Reims. Les seigneurs de Sarcy, les Dames du Val de Grâce y avaient fait édifier un couvent. Le village eut à souffrir de la Grande Guerre, l'église fut entièrement rebâtie.

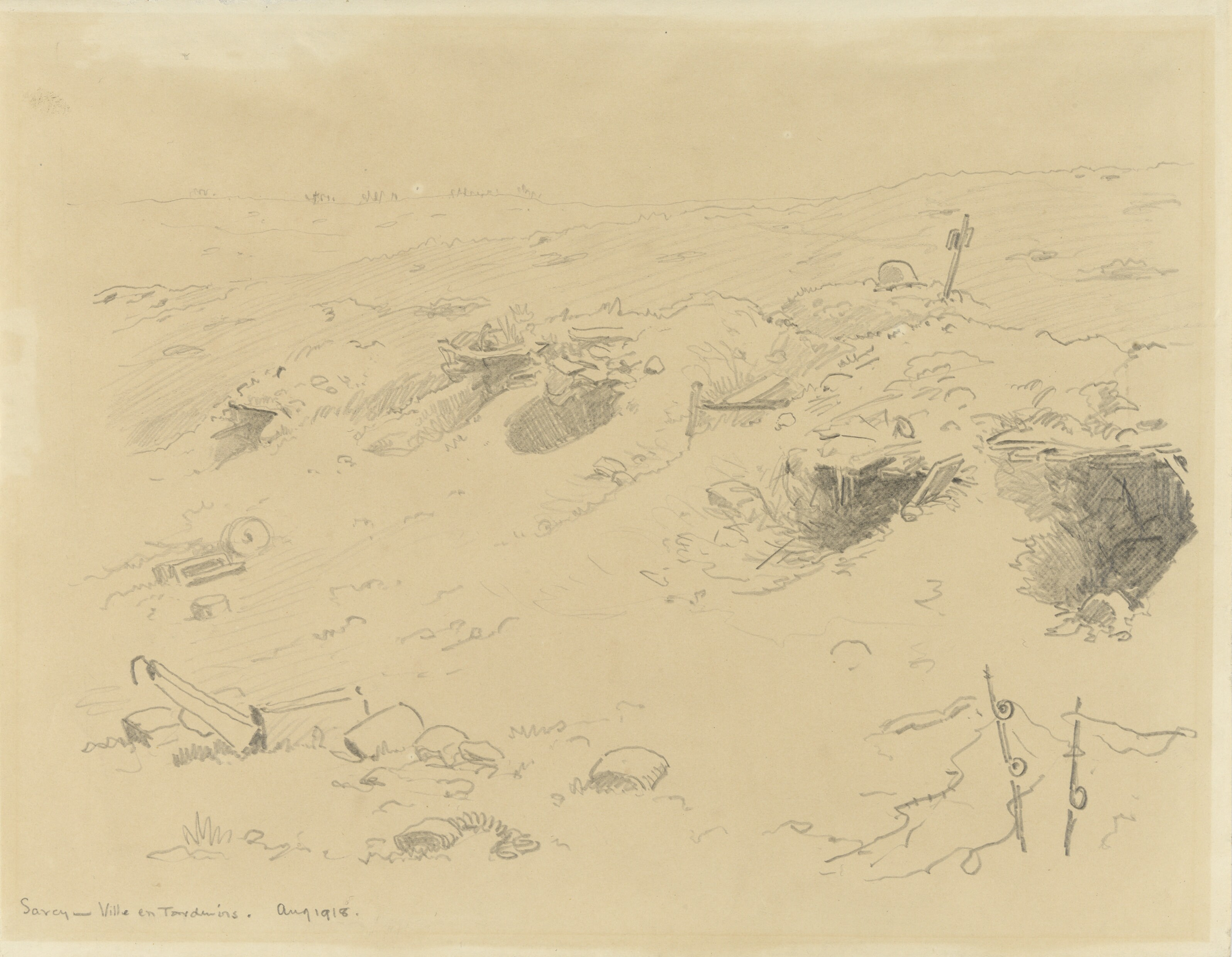
Août 1918, sur le territoire de la commune, Arthur N Cotterell

## Politique et administration

### Intercommunalité
La commune, antérieurement membre de la communauté de communes Ardre et Tardenois, est membre, depuis le 1er janvier 2014, de la communauté de communes Ardre et Châtillonnais.
En effet, conformément au schéma départemental de coopération intercommunale de la Marne du 15 décembre 2011, cette communauté de communes Ardre et Châtillonnais est issue de la fusion, au 1er janvier 2014, de la Communauté de communes du Châtillonnais et de la communauté de communes Ardre et Tardenois,.

### Liste des maires
| Période                                  | Période                      | Identité          | Étiquette | Qualité |
| ---------------------------------------- | ---------------------------- | ----------------- | --------- | ------- |
| 1876                                     |                              | Bauchel           |           |         |
| Les données manquantes sont à compléter. |                              |                   |           |         |
| décembre 2003                            | mars 2014                    | Francine Deruelle |           |         |
| mars 2014                                | En cours (au 4 juillet 2014) | Isabelle Fourquet |           |         |

## Démographie
L'évolution du nombre d'habitants est connue à travers les recensements de la population effectués dans la commune depuis 1793. Pour les communes de moins de 10 000 habitants, une enquête de recensement portant sur toute la population est réalisée tous les cinq ans, les populations de référence des années intermédiaires étant quant à elles estimées par interpolation ou extrapolation. Pour la commune, le premier recensement exhaustif entrant dans le cadre du nouveau dispositif a été réalisé en 2007.

En 2022, la commune comptait 268 habitants, en évolution de +7,63 % par rapport à 2016 (Marne : −1,19 %, France hors Mayotte : +2,11 %).
| 1793 | 1800 | 1806 | 1821 | 1831 | 1836 | 1841 | 1846 | 1851 |
| ---- | ---- | ---- | ---- | ---- | ---- | ---- | ---- | ---- |
| 230  | 291  | 293  | 260  | 277  | 281  | 297  | 300  | 299  |

| 1856 | 1861 | 1866 | 1872 | 1876 | 1881 | 1886 | 1891 | 1896 |
| ---- | ---- | ---- | ---- | ---- | ---- | ---- | ---- | ---- |
| 310  | 302  | 298  | 289  | 305  | 282  | 300  | 283  | 294  |

| 1901 | 1906 | 1911 | 1921 | 1926 | 1931 | 1936 | 1946 | 1954 |
| ---- | ---- | ---- | ---- | ---- | ---- | ---- | ---- | ---- |
| 304  | 304  | 280  | 250  | 282  | 240  | 209  | 219  | 210  |

| 1962 | 1968 | 1975 | 1982 | 1990 | 1999 | 2006 | 2007 | 2012 |
| ---- | ---- | ---- | ---- | ---- | ---- | ---- | ---- | ---- |
| 172  | 179  | 190  | 220  | 220  | 239  | 247  | 248  | 244  |

| 2017 | 2022 | - | - | - | - | - | - | - |
| ---- | ---- | - | - | - | - | - | - | - |
| 254  | 268  | - | - | - | - | - | - | - |

## Culture locale et patrimoine

### Lieux et monuments
- Le monument aux morts ;

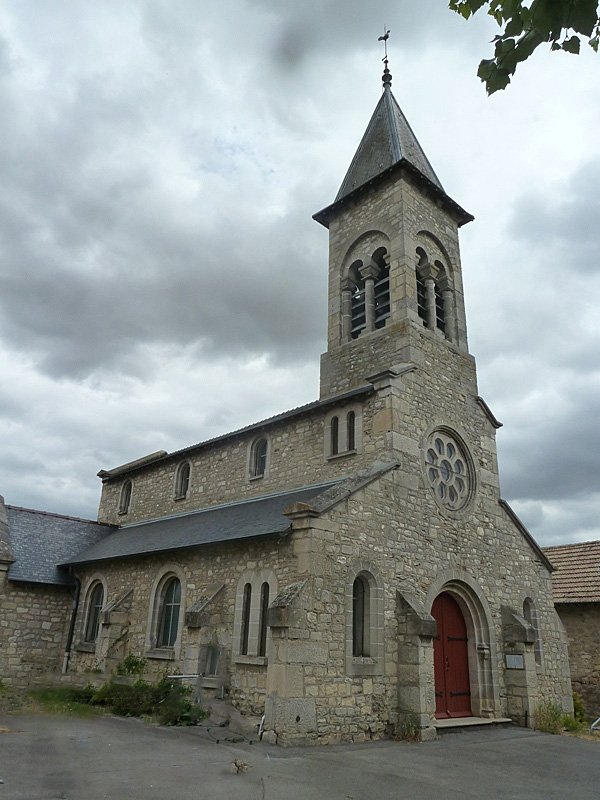
La nouvelle église.

- L'église, dont la dédicace est à saint Just est une reconstruction de 1925 dans un style rustique néo-roman ; elle conserve une Vierge à l'enfant[32] polychrome du XVe siècle, un Jean-Baptiste du XIVe siècle[33].
- La mairie ;
- Le lavoir.